# Isidre Donadeu Buxalleu
Isidre Donadeu Buxalleu   (Sant Hilari Sacalm, 15 de març de 1918 - Mauthausen-Gusen, 28 de novembre de 1940) fou un hilarienc deportat i mort al camp de concentració de Gusen, subcamp de Mauthausen.
Va exiliar-se el 1939, on després de passar per diferents camps de refugiats exiliats republicans, fou deportat des d'Angulema, França, cap a Mauthausen, en l'anomenat comboi dels 927. Era germà del també deportat, Narcís Donadeu Buxalleu.
Durant la Guerra Civil Espanyola va combatre al front contra les forces feixistes. Va obtenir un permís per reunir-se amb la seva família i, davant la continuació del conflicte i la repressió, es va exiliar a França el 2 de gener de 1940.
A França va ser portat al camp de concentració de Sant Cebrià (Saint-Cyprien), on més tard s’hi va afegir el seu germà Narcís i es van retrobar.
Quan els nazis van prendre el control de França, Isidre va ser traslladat a la presó 184 del Frontstalag d’Angulema. El 20 d’agost de 1940 en va sortir deportat cap al camp de concentració de Mauthausen, a Àustria, juntament amb 926 espanyols més en el conegut "convoy dels 927", en condicions molt dures.
Va ser registrat a Mauthausen el 24 d’agost de 1940 amb el número de presoner 3812. El seu germà Narcís també hi va ser registrat el mateix dia, amb un número proper. Posteriorment, tots dos van ser traslladats al subcamp de Gusen el 24 de gener de 1941. Isidre hi va rebre el número de presoner 9179.
Narcís va morir poc després del trasllat a Gusen. Isidre va morir en el mateix camp uns mesos més tard, el 28 de novembre de 1941. Tots dos formen part dels 1.582 catalans assassinats als camps nazis, víctimes de la repressió i de la seva lluita contra el feixisme.
La seva història és un testimoni del compromís antifeixista i del patiment de molts catalans deportats durant la Segona Guerra Mundial.